# Bosco Paganello (Montenerodomo)
Bosco Paganello (Montenerodomo) este o arie protejată (arie specială de conservare — SAC, sit de importanță comunitară — SCI, arie de protecție specială avifaunistică — SPA) din Italia întinsă pe o suprafață de 593 ha, integral pe uscat.

## Localizare
Centrul sitului Bosco Paganello (Montenerodomo) este situat la coordonatele 41°59′06″N 14°16′09″E / 41.985°N 14.269167°E.

## Înființare
Situl Bosco Paganello (Montenerodomo) a fost declarat arie de protecție specială avifaunistică în decembrie 2019 pentru a proteja 6 specii de animale. Alte tipuri de protecție:
- sit de importanță comunitară (în iunie 1995)
- arie specială de conservare (în decembrie 2018)[1][3][4]

## Biodiversitate
Situată în ecoregiunea mediteraneană, aria protejată conține 1 habitat natural: Păduri de fag din Apenini cu Taxus și Ilex.
La baza desemnării sitului se află mai multe specii protejate:
- păsări (3): uliu porumbar (Accipiter gentilis), Leiopicus medius, gaia roșie (Milvus milvus)
- amfibieni (1): Salamandrina terdigitata
- mamifere (2): lupul (Canis lupus), urs brun (Ursus arctos)

Pe lângă speciile protejate, pe teritoriul sitului au mai fost identificate 2 specii de plante, 2 specii de amfibieni, 1 specie de mamifere.